# Biturix lanceolata
Biturix lanceolata là một loài bướm đêm thuộc phân họ Arctiinae, họ Erebidae.